# 城戸久枝
城戸 久枝（きど ひさえ、1976年 - ）は、日本のノンフィクション作家である。愛媛県伊予市出身。

## 来歴・人物
- 愛媛県立松山南高等学校、徳島大学総合科学部卒業。大学在学中に中華人民共和国の吉林大学に2年間留学した。出版社勤務を経て、2005年にフリーとなる。
- 父は旧満州国の日系軍人の長男として中国東北部で生まれ、終戦の混乱の中で3歳で両親と生き別れて中国人夫婦のもとで育った中国残留孤児だった。17歳から肉親を捜す手紙を日本赤十字社などに送り続け、日中国交正常化前の1970年に中国から自力で帰国した[1]。父の半生に取材した『あの戦争から遠く離れて 私につながる歴史をたどる旅』で第39回大宅壮一ノンフィクション賞、第30回講談社ノンフィクション賞、黒田清JCJ新人賞を受賞した。同作は『遥かなる絆』のタイトルで2009年4月からNHKの『土曜ドラマ』で放送された。
- 吉林大学で知り合った、ベトナム系ラオス人との恋愛を綴った『長春発ビエンチャン行 青春各駅停車』を2011年に上梓。
- 『祖国の選択 あの戦争の果て、日本と中国の狭間で』を2015年1月に上梓[2]。
- 2017年『黒島の女たち 特攻隊を語り継ぐこと』を上梓。
- 現在は結婚し息子がいる。息子が5歳のときに父の話を読み聞かせたことをきっかけに、児童書『じいじが迷子になっちゃった　あなたへと続く家族と戦争の物語』（絵：羽尻利門、偕成社）を2019年7月に上梓[3]。